# Helmut Grobelin
Helmut Grobelin (24 de mayo de 1956) es un deportista alemán que compitió para la RFA en judo. Ganó una medalla de plata en el Campeonato Europeo de Judo de 1979 en la categoría de –60 kg.

## Palmarés internacional
| Campeonato Europeo | Campeonato Europeo | Campeonato Europeo | Campeonato Europeo |
| Año                | Lugar              | Medalla            | Categoría          |
| ------------------ | ------------------ | ------------------ | ------------------ |
| 1979               | Bruselas (Bélgica) | Medalla de plata   | –60 kg             |